# Bythaelurus canescens
Bythaelurus canescens är en hajart som först beskrevs av Günther 1878.  Bythaelurus canescens ingår i släktet Bythaelurus och familjen rödhajar. IUCN kategoriserar arten globalt som otillräckligt studerad. Inga underarter finns listade.